# آشوت هوهانیسیان
آشوت گارِگینی هوهانیسیان (ارمنی: Աշոտ Գարեգինի Հովհաննիսյան؛ انگلیسی: Ashot Garegini Hovhannisyan (Ioannisyan)؛ زادهٔ ۵ ژوئن ۱۸۸۷ – درگذشته ۳۰ ژوئن ۱۹۷۲) یک سیاست‌مدار اهل ارمنستان بود. بین سال‌های ۱۹۲۲ تا ۱۹۲۶ میلادی، هوهانیسیان دبیر اول حزب کمونیست ارمنستان بود. وی پیشتر وزیر آموزش و پرورش جمهوری سوسیالیستی ارمنستان شوروی بود.

## زندگی‌نامه
وی در ۵ ژوئن ۱۸۸۷ در شوشی به دنیا آمد . هوهانیسیان استاد انستیتو لازاریان مسکو (۱۹–۱۹۱۸) و دانشگاه دولتی ایروان بود. وی عضو فرهنگستان ملی علوم ارمنستان بود. وی همچنین برنده جوایزی همچون نشان لنین شده است. هوهانیسیان در روز ۳۰ ژوئن ۱۹۷۲ در سن ۸۵ سالگی در ایروان درگذشت.

## نگارخانه

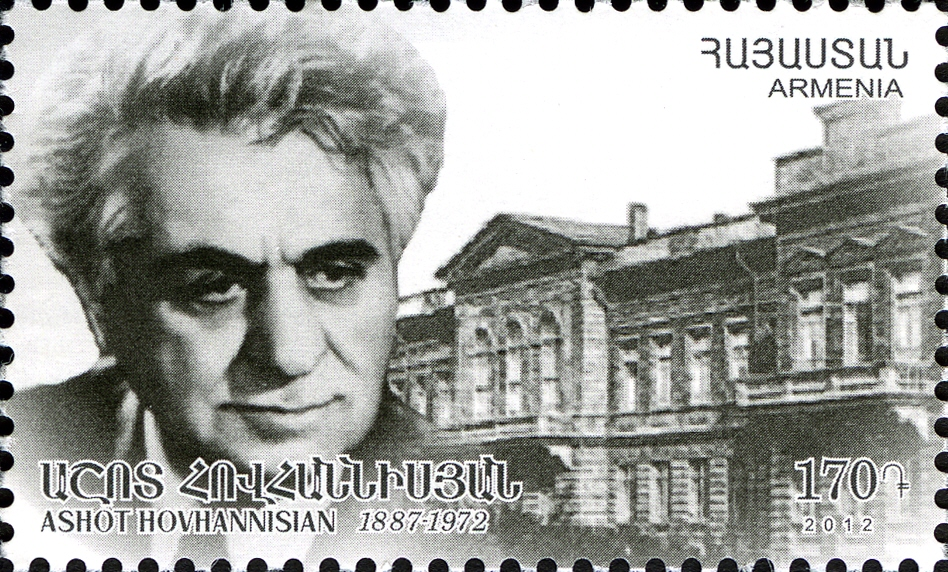